# Miracle Run
Miracle Run is een Amerikaanse dramafilm uit 2004 onder regie van Gregg Champion. De filmmuziek van Joseph Conlan hierin werd genomineerd voor een Emmy Award.

## Verhaal
De autistische tweeling probeert op te boksen tegen het beeld dat de buitenwereld van hen heeft. Steven (Zac Efron) wordt hardloper en maakt een miracle run. Zijn broer Philip (Bubba Lewis) wil de muziekwereld in. Hij gaat voor een auditie naar een conservatorium, maar klapt helemaal dicht. Vervolgens belt hij het conservatorium op en doet auditie via de telefoon.

## Rolverdeling
- Mary-Louise Parker als Corrine Morgan-Thomas
- Aidan Quinn als Douglas Thomas
- Zac Efron als Steven Thomas
- Bubba Lewis als Philip Thomas